# Vlaamse verkiezingen 2004/Kandidatenlijsten/UF
Dit zijn de kandidatenlijsten van de Union des Francophones voor de Vlaamse verkiezingen van 2004. De partij diende enkel een lijst in voor de kieskring Vlaams-Brabant. De verkozenen staan vetgedrukt.

## Vlaams-Brabant

### Effectieven
1. Christian Van Eyken (FDF)
2. Séverine Waterbley (PS)
3. André Amand (cdH)
4. Véronique Dumoulin (MR)
5. Daphnée Herinckx-T'Kint (cdH)
6. Benjamin Carlier (MR)
7. Véronique Caprasse (FDF)
8. Jean-Jacques Cornand (onafhankelijk)
9. Christine Mathy (PS)
10. Elian Akl (cdH)
11. Mélanie Van Hove (MR)
12. Anne-Marie Mestdag (PS)
13. Nicole Geerseau-Desmet (onafhankelijk)
14. Edgard Lemmens (onafhankelijk)
15. Patrick Van Cauwenberghe (FDF)
16. Pierre Thienpont (cdH)
17. Mohamed Triki (PS)
18. Nicole Manière (FDF)
19. Eric Libert (FDF)
20. François van Hoobrouck d'Aspre (MR)

### Opvolgers
1. Louis Coen (PS)
2. Guy Pardon (MR)
3. Chantal Deckers-Charles (cdH)
4. Guy Chapuis (FDF)
5. Dominique Houtart (MR)
6. Olivier Joris (cdH)
7. Valérie Audag (MR)
8. Catherine Denis-Khoudiacoff (FDF)
9. Christine Schrader-Seha (MR)
10. Pasquale Nardone (PS)
11. Ndjoka Dunia (cdH)
12. Marie-Josèphe Léonard (FDF)
13. Ingrid Oleksy (onafhankelijk)
14. Annick Dedobbeleer (PS)
15. André Sebera (PS)
16. Pol Willemart (cdH)